# فهرست فرودگاه‌های نیو ساوت ولز
این فهرست، مربوط به فرودگاه‌های ایالت نیو ساوت ولز در کشور استرالیا است.

## فهرست فرودگاه‌ها
| مکان                       | نام فرودگاه                                              | نوع    | ایکائو | یاتا | مختصات                                                          |
| -------------------------- | -------------------------------------------------------- | ------ | ------ | ---- | --------------------------------------------------------------- |
| Albion Park Rail، ولونگونگ | فرودگاه منطقه‌ای ایلاوارا                                 | همگانی | YWOL   | WOL  | ۳۴°۳۳′۴۰″ جنوبی ۱۵۰°۴۷′۱۹″ شرقی / ۳۴٫۵۶۱۱۱°جنوبی ۱۵۰٫۷۸۸۶۱°شرقی |
| آلبری                      | فرودگاه البری                                            | همگانی | YMAY   | ABX  | ۳۶°۰۴′۰۶″ جنوبی ۱۴۶°۵۷′۳۰″ شرقی / ۳۶٫۰۶۸۳۳°جنوبی ۱۴۶٫۹۵۸۳۳°شرقی |
| Armidale                   | فرودگاه آرمیدال                                          | همگانی | YARM   | ARM  | ۳۰°۳۱′۴۲″ جنوبی ۱۵۱°۳۷′۰۰″ شرقی / ۳۰٫۵۲۸۳۳°جنوبی ۱۵۱٫۶۱۶۶۷°شرقی |
| Ballina                    | فرودگاه بالینا بایرن گیتوی                               | همگانی | YBNA   | BNK  | ۲۸°۵۰′۰۰″ جنوبی ۱۵۳°۳۳′۴۲″ شرقی / ۲۸٫۸۳۳۳۳°جنوبی ۱۵۳٫۵۶۱۶۷°شرقی |
| Balranald                  | فرودگاه بالرانالد                                        | همگانی | YBRN   | BZD  | ۳۴°۳۷′۲۴″ جنوبی ۱۴۳°۳۴′۴۲″ شرقی / ۳۴٫۶۲۳۳۳°جنوبی ۱۴۳٫۵۷۸۳۳°شرقی |
| Bankstown، سیدنی           | فرودگاه بنکستاون                                         | همگانی | YSBK   | BWU  | ۳۳°۵۵′۳۰″ جنوبی ۱۵۰°۵۹′۱۸″ شرقی / ۳۳٫۹۲۵۰۰°جنوبی ۱۵۰٫۹۸۸۳۳°شرقی |
| بثرست                      | فرودگاه بثرست (استرالیا)                                 | همگانی | YBTH   | BHS  | ۳۳°۲۴′۳۶″ جنوبی ۱۴۹°۳۹′۰۶″ شرقی / ۳۳٫۴۱۰۰۰°جنوبی ۱۴۹٫۶۵۱۶۷°شرقی |
| Bourke                     | فرودگاه بورک                                             | همگانی | YBKE   | BRK  | ۳۰°۰۲′۱۸″ جنوبی ۱۴۵°۵۷′۰۶″ شرقی / ۳۰٫۰۳۸۳۳°جنوبی ۱۴۵٫۹۵۱۶۷°شرقی |
| Brewarrina                 | فرودگاه بروارینا                                         | همگانی | YBRW   | BWQ  | ۲۹°۵۸′۲۴″ جنوبی ۱۴۶°۴۹′۰۰″ شرقی / ۲۹٫۹۷۳۳۳°جنوبی ۱۴۶٫۸۱۶۶۷°شرقی |
| Broken Hill                | فرودگاه بروکن هیل                                        | همگانی | YBHI   | BHQ  | ۳۲°۰۰′۰۶″ جنوبی ۱۴۱°۲۸′۱۸″ شرقی / ۳۲٫۰۰۱۶۷°جنوبی ۱۴۱٫۴۷۱۶۷°شرقی |
| Camden                     | فرودگاه کمدن (سیدنی)                                     | همگانی | YSCN   | CDU  | ۳۴°۰۲′۲۴″ جنوبی ۱۵۰°۴۱′۱۲″ شرقی / ۳۴٫۰۴۰۰۰°جنوبی ۱۵۰٫۶۸۶۶۷°شرقی |
| Cessnock                   | فرودگاه سسنوک                                            | همگانی | YCNK   | CES  | ۳۲°۴۷′۱۸″ جنوبی ۱۵۱°۲۰′۳۰″ شرقی / ۳۲٫۷۸۸۳۳°جنوبی ۱۵۱٫۳۴۱۶۷°شرقی |
| Cobar                      | فرودگاه کوبار                                            | همگانی | YCBA   | CAZ  | ۳۱°۳۲′۱۸″ جنوبی ۱۴۵°۴۷′۳۶″ شرقی / ۳۱٫۵۳۸۳۳°جنوبی ۱۴۵٫۷۹۳۳۳°شرقی |
| بندر کافس                  | فرودگاه کوفس هاربر                                       | همگانی | YCFS   | CFS  | ۳۰°۱۹′۱۲″ جنوبی ۱۵۳°۰۷′۰۰″ شرقی / ۳۰٫۳۲۰۰۰°جنوبی ۱۵۳٫۱۱۶۶۷°شرقی |
| Collarenebri               | فرودگاه کولارنبری                                        | همگانی | YCBR   | CRB  | ۲۹°۳۱′۱۸″ جنوبی ۱۴۸°۳۴′۵۴″ شرقی / ۲۹٫۵۲۱۶۷°جنوبی ۱۴۸٫۵۸۱۶۷°شرقی |
| Condobolin                 | فرودگاه کوندوبولین                                       | همگانی | YCDO   | CBX  | ۳۳°۰۳′۵۴″ جنوبی ۱۴۷°۱۲′۳۰″ شرقی / ۳۳٫۰۶۵۰۰°جنوبی ۱۴۷٫۲۰۸۳۳°شرقی |
| Coolah                     | Coolah Airport                                           | همگانی | YCAH   |      | ۳۱°۴۶′۲۴″ جنوبی ۱۴۹°۳۶′۳۶″ شرقی / ۳۱٫۷۷۳۳۳°جنوبی ۱۴۹٫۶۱۰۰۰°شرقی |
| Cooma                      | فرودگاه کوما–اسنوئی ماونتنز                              | همگانی | YCOM   | OOM  | ۳۶°۱۸′۰۰″ جنوبی ۱۴۸°۵۸′۲۴″ شرقی / ۳۶٫۳۰۰۰۰°جنوبی ۱۴۸٫۹۷۳۳۳°شرقی |
| Coonabarabran              | فرودگاه کونابارابران                                     | همگانی | YCBB   | COJ  | ۳۱°۲۰′ جنوبی ۱۴۹°۱۶′ شرقی / ۳۱٫۳۳۳°جنوبی ۱۴۹٫۲۶۷°شرقی           |
| Coonamble                  | فرودگاه کونامبل                                          | همگانی | YCNM   | CNB  | ۳۰°۵۹′۰۰″ جنوبی ۱۴۸°۲۲′۳۰″ شرقی / ۳۰٫۹۸۳۳۳°جنوبی ۱۴۸٫۳۷۵۰۰°شرقی |
| کوتاموندرا                 | فرودگاه کوتاموندرا                                       | همگانی | YCTM   | CMD  | ۳۴°۳۷′۳۰″ جنوبی ۱۴۸°۰۲′۰۶″ شرقی / ۳۴٫۶۲۵۰۰°جنوبی ۱۴۸٫۰۳۵۰۰°شرقی |
| Corowa                     | فرودگاه کورووا                                           | همگانی | YCOR   | CWW  | ۳۵°۵۹′۲۴″ جنوبی ۱۴۶°۲۱′۰۶″ شرقی / ۳۵٫۹۹۰۰۰°جنوبی ۱۴۶٫۳۵۱۶۷°شرقی |
| Cowra                      | فرودگاه کورا                                             | همگانی | YCWR   | CWT  | ۳۳°۵۰′۴۲″ جنوبی ۱۴۸°۳۸′۵۴″ شرقی / ۳۳٫۸۴۵۰۰°جنوبی ۱۴۸٫۶۴۸۳۳°شرقی |
| Deniliquin                 | فرودگاه دنلکین                                           | همگانی | YDLQ   | DNQ  | ۳۵°۳۳′۳۶″ جنوبی ۱۴۴°۵۶′۴۸″ شرقی / ۳۵٫۵۶۰۰۰°جنوبی ۱۴۴٫۹۴۶۶۷°شرقی |
| دابو، استرالیا             | فرودگاه دابو سیتی                                        | همگانی | YSDU   | DBO  | ۳۲°۱۳′۰۰″ جنوبی ۱۴۸°۳۴′۳۰″ شرقی / ۳۲٫۲۱۶۶۷°جنوبی ۱۴۸٫۵۷۵۰۰°شرقی |
| Evans Head                 | فرودگاه اونس هد مموریال                                  | همگانی | YEVD   | EVH  | ۲۹°۰۵′۳۶″ جنوبی ۱۵۳°۲۵′۱۲″ شرقی / ۲۹٫۰۹۳۳۳°جنوبی ۱۵۳٫۴۲۰۰۰°شرقی |
| Forbes                     | فرودگاه فوربز                                            | همگانی | YFBS   | FRB  | ۳۳°۲۱′۴۸″ جنوبی ۱۴۷°۵۶′۰۶″ شرقی / ۳۳٫۳۶۳۳۳°جنوبی ۱۴۷٫۹۳۵۰۰°شرقی |
| Forest Hill، Wagga Wagga   | فرودگاه نیروی هوایی سلطنتی استرالیا در پایگاه واگا       | نظامی  | YSWG   | WGA  | ۳۵°۰۹′۵۵″ جنوبی ۱۴۷°۲۷′۵۹″ شرقی / ۳۵٫۱۶۵۲۸°جنوبی ۱۴۷٫۴۶۶۳۹°شرقی |
| Forest Hill، Wagga Wagga   | فرودگاه واگا واگا                                        | همگانی | YSWG   | WGA  | ۳۵°۰۹′۵۵″ جنوبی ۱۴۷°۲۷′۵۹″ شرقی / ۳۵٫۱۶۵۲۸°جنوبی ۱۴۷٫۴۶۶۳۹°شرقی |
| Glen Innes                 | فرودگاه گلن اینس                                         | همگانی | YGLI   | GLI  | ۲۹°۴۰′۳۰″ جنوبی ۱۵۵°۴۱′۲۴″ شرقی / ۲۹٫۶۷۵۰۰°جنوبی ۱۵۵٫۶۹۰۰۰°شرقی |
| Glenbrook                  | فرودگاه نیروی هوایی سلطنتی استرالیا در پایگاه گلنبروک    | نظامی  | YGNB   |      | ۳۳°۴۵′۴۸″ جنوبی ۱۵۰°۳۸′۱۲″ شرقی / ۳۳٫۷۶۳۳۳°جنوبی ۱۵۰٫۶۳۶۶۷°شرقی |
| Goodooga                   | Goodooga Airport                                         | همگانی | YGDA   |      | ۲۹°۰۴′۲۴″ جنوبی ۱۴۷°۲۲′۲۴″ شرقی / ۲۹٫۰۷۳۳۳°جنوبی ۱۴۷٫۳۷۳۳۳°شرقی |
| Goulburn                   | فرودگاه گولبورن                                          | همگانی | YGLB   | GUL  | ۳۴°۴۸′۰۶″ جنوبی ۱۴۹°۴۳′۰۶″ شرقی / ۳۴٫۸۰۱۶۷°جنوبی ۱۴۹٫۷۱۸۳۳°شرقی |
| Grafton                    | فرودگاه منطقه‌ای کلرنس ولی                                | همگانی | YGFN   | GFN  | ۲۹°۴۵′۳۶″ جنوبی ۱۵۳°۰۱′۴۸″ شرقی / ۲۹٫۷۶۰۰۰°جنوبی ۱۵۳٫۰۳۰۰۰°شرقی |
| گریفیت، استرالیا           | فرودگاه گریفیز                                           | همگانی | YGTH   | GFF  | ۳۴°۱۵′۰۶″ جنوبی ۱۴۶°۰۴′۰۰″ شرقی / ۳۴٫۲۵۱۶۷°جنوبی ۱۴۶٫۰۶۶۶۷°شرقی |
| Gunnedah                   | فرودگاه گاندا                                            | همگانی | YGDH   | GUH  | ۳۰°۵۷′۴۲″ جنوبی ۱۵۰°۱۵′۰۰″ شرقی / ۳۰٫۹۶۱۶۷°جنوبی ۱۵۰٫۲۵۰۰۰°شرقی |
| Hay                        | فرودگاه هی                                               | همگانی | YHAY   | HXX  | ۳۴°۳۱′۵۳″ جنوبی ۱۴۴°۴۹′۴۷″ شرقی / ۳۴٫۵۳۱۳۹°جنوبی ۱۴۴٫۸۲۹۷۲°شرقی |
| Holsworthy، سیدنی          | فرودگاه هلسورتهی برکز                                    | نظامی  | YSHW   |      | ۳۳°۵۹′۴۲″ جنوبی ۱۵۰°۵۷′۰۶″ شرقی / ۳۳٫۹۹۵۰۰°جنوبی ۱۵۰٫۹۵۱۶۷°شرقی |
| Inverell                   | فرودگاه اینورل                                           | همگانی | YIVL   | IVR  | ۲۹°۵۳′۱۸″ جنوبی ۱۵۱°۰۸′۳۹″ شرقی / ۲۹٫۸۸۸۳۳°جنوبی ۱۵۱٫۱۴۴۱۷°شرقی |
| Kempsey                    | فرودگاه کمپسی                                            | همگانی | YKMP   | KPS  | ۳۱°۰۴′۲۸″ جنوبی ۱۵۲°۴۶′۱۱″ شرقی / ۳۱٫۰۷۴۴۴°جنوبی ۱۵۲٫۷۶۹۷۲°شرقی |
| Lake Cargelligo            | Lake Cargelligo Airport                                  | خصوصی  | YLCG   |      | ۳۳°۱۶′۴۲″ جنوبی ۱۴۶°۲۲′۱۲″ شرقی / ۳۳٫۲۷۸۳۳°جنوبی ۱۴۶٫۳۷۰۰۰°شرقی |
| Lightning Ridge            | فرودگاه لایتنینگ ریج                                     | همگانی | YLRD   | LHG  | ۲۹°۲۷′۲۴″ جنوبی ۱۴۷°۵۹′۰۶″ شرقی / ۲۹٫۴۵۶۶۷°جنوبی ۱۴۷٫۹۸۵۰۰°شرقی |
| لیسمور، استرالیا           | فرودگاه لیزمور                                           | همگانی | YLIS   | LSY  | ۲۸°۴۹′۴۱″ جنوبی ۱۵۳°۱۵′۳۶″ شرقی / ۲۸٫۸۲۸۰۶°جنوبی ۱۵۳٫۲۶۰۰۰°شرقی |
| جزیره لرد هاوو             | فرودگاه جزیره لرد هوئه                                   | همگانی | YLHI   | LDH  | ۳۱°۳۲′۱۸″ جنوبی ۱۵۹°۰۴′۳۸″ شرقی / ۳۱٫۵۳۸۳۳°جنوبی ۱۵۹٫۰۷۷۲۲°شرقی |
| Luskintyre                 | Luskintyre Airfield                                      | خصوصی  |        |      | ۳۲°۴۰′ جنوبی ۱۵۱°۲۵′ شرقی / ۳۲٫۶۶۷°جنوبی ۱۵۱٫۴۱۷°شرقی           |
| Maitland                   | Maitland Airport                                         | همگانی | YMND   | MTL  | ۳۲°۴۲′۱۲″ جنوبی ۱۵۱°۲۹′۱۸″ شرقی / ۳۲٫۷۰۳۳۳°جنوبی ۱۵۱٫۴۸۸۳۳°شرقی |
| Mascot، سیدنی              | فرودگاه سیدنی                                            | همگانی | YSSY   | SYD  | ۳۳°۵۶′۴۶″ جنوبی ۱۵۱°۱۰′۳۸″ شرقی / ۳۳٫۹۴۶۱۱°جنوبی ۱۵۱٫۱۷۷۲۲°شرقی |
| Merimbula                  | فرودگاه مریمبولا                                         | همگانی | YMER   | MIM  | ۳۶°۵۴′۳۱″ جنوبی ۱۴۹°۵۴′۰۵″ شرقی / ۳۶٫۹۰۸۶۱°جنوبی ۱۴۹٫۹۰۱۳۹°شرقی |
| Moree                      | فرودگاه موری                                             | همگانی | YMOR   | MRZ  | ۲۹°۲۹′۵۶″ جنوبی ۱۴۹°۵۰′۴۱″ شرقی / ۲۹٫۴۹۸۸۹°جنوبی ۱۴۹٫۸۴۴۷۲°شرقی |
| Moruya                     | فرودگاه مورویا                                           | همگانی | YMRY   | MYA  | ۳۵°۵۳′۵۲″ جنوبی ۱۵۰°۰۸′۴۰″ شرقی / ۳۵٫۸۹۷۷۸°جنوبی ۱۵۰٫۱۴۴۴۴°شرقی |
| Mudgee                     | فرودگاه مودگی                                            | همگانی | YMDG   | DGE  | ۳۲°۳۳′۴۵″ جنوبی ۱۴۹°۳۶′۴۰″ شرقی / ۳۲٫۵۶۲۵۰°جنوبی ۱۴۹٫۶۱۱۱۱°شرقی |
| Narrabri                   | فرودگاه ناررابری                                         | همگانی | YNBR   | NAA  | ۳۰°۱۹′۰۹″ جنوبی ۱۴۹°۴۹′۳۸″ شرقی / ۳۰٫۳۱۹۱۷°جنوبی ۱۴۹٫۸۲۷۲۲°شرقی |
| Narrandera                 | فرودگاه ناراندرا                                         | همگانی | YNAR   | NRA  | ۳۴°۴۲′۰۸″ جنوبی ۱۴۶°۳۰′۴۴″ شرقی / ۳۴٫۷۰۲۲۲°جنوبی ۱۴۶٫۵۱۲۲۲°شرقی |
| Narromine                  | فرودگاه ناروماین                                         | همگانی | YNRM   | QRM  | ۳۲°۱۲′۵۲″ جنوبی ۱۴۸°۱۳′۲۹″ شرقی / ۳۲٫۲۱۴۴۴°جنوبی ۱۴۸٫۲۲۴۷۲°شرقی |
| Nowra                      | پایگاه هوایی هماس البترس                                 | نظامی  | YSNW   | NOA  | ۳۴°۵۶′۵۶″ جنوبی ۱۵۰°۳۲′۱۳″ شرقی / ۳۴٫۹۴۸۸۹°جنوبی ۱۵۰٫۵۳۶۹۴°شرقی |
| Nyngan                     | فرودگاه نینگان                                           | همگانی | YNYN   | NYN  | ۳۱°۳۳′۰۶″ جنوبی ۱۴۷°۱۲′۱۲″ شرقی / ۳۱٫۵۵۱۶۷°جنوبی ۱۴۷٫۲۰۳۳۳°شرقی |
| Palm Beach، سیدنی          | فرودگاه آبی پالم بیچ                                     | همگانی |        | LBH  | ۳۳°۳۵′۱۵″ جنوبی ۱۵۱°۱۹′۲۶″ شرقی / ۳۳٫۵۸۷۵۰°جنوبی ۱۵۱٫۳۲۳۸۹°شرقی |
| Parkes                     | فرودگاه پارکس                                            | همگانی | YPKS   | PKE  | ۳۳°۰۷′۵۳″ جنوبی ۱۴۸°۱۴′۲۱″ شرقی / ۳۳٫۱۳۱۳۹°جنوبی ۱۴۸٫۲۳۹۱۷°شرقی |
| Pelican                    | فرودگاه بلمانت                                           | خصوصی  | YPEC   | BEO  | ۳۳°۰۴′۰۰″ جنوبی ۱۵۱°۳۸′۵۴″ شرقی / ۳۳٫۰۶۶۶۷°جنوبی ۱۵۱٫۶۴۸۳۳°شرقی |
| Polo Flat                  | Cooma - Polo Flat Airport                                | همگانی | YPFT   |      | ۳۶°۱۳′۴۸″ جنوبی ۱۴۹°۰۹′۰۰″ شرقی / ۳۶٫۲۳۰۰۰°جنوبی ۱۴۹٫۱۵۰۰۰°شرقی |
| Pooncarie                  | Pooncarie Airport                                        | همگانی | YPCE   |      | ۳۳°۲۲′۲۴″ جنوبی ۱۴۲°۳۵′۰۰″ شرقی / ۳۳٫۳۷۳۳۳°جنوبی ۱۴۲٫۵۸۳۳۳°شرقی |
| پورت مکوایر                | فرودگاه پورت مک‌گواری                                     | همگانی | YPMQ   | PQQ  | ۳۱°۲۶′۰۹″ جنوبی ۱۵۲°۵۱′۴۸″ شرقی / ۳۱٫۴۳۵۸۳°جنوبی ۱۵۲٫۸۶۳۳۳°شرقی |
| Quirindi                   | فرودگاه کوریندای                                         | همگانی | YQDI   |      | ۳۱°۲۹′۵۵″ جنوبی ۱۵۰°۳۱′۰۵″ شرقی / ۳۱٫۴۹۸۶۱°جنوبی ۱۵۰٫۵۱۸۰۶°شرقی |
| Red Hill                   | فرودگاه وارن (استرالیا)                                  | همگانی | YWRN   | QRR  | ۳۱°۴۴′۰۰″ جنوبی ۱۴۷°۴۸′۱۲″ شرقی / ۳۱٫۷۳۳۳۳°جنوبی ۱۴۷٫۸۰۳۳۳°شرقی |
| Richmond                   | فرودگاه نیروی هوایی سلطنتی استرالیا در پایگاه ریچموند    | نظامی  | YSRI   | RCM  | ۳۳°۰۶′۰۲″ جنوبی ۱۵۰°۴۶′۵۱″ شرقی / ۳۳٫۱۰۰۵۶°جنوبی ۱۵۰٫۷۸۰۸۳°شرقی |
| Scone                      | Scone Airport                                            | همگانی | YSCO   | NSO  | ۳۲°۰۲′۱۴″ جنوبی ۱۵۰°۴۹′۵۶″ شرقی / ۳۲٫۰۳۷۲۲°جنوبی ۱۵۰٫۸۳۲۲۲°شرقی |
| Singleton                  | فرودگاه صحرایی دوچرا                                     | نظامی  | YDOC   |      | ۳۲°۳۹′۰۰″ جنوبی ۱۵۱°۱۲′۳۰″ شرقی / ۳۲٫۶۵۰۰۰°جنوبی ۱۵۱٫۲۰۸۳۳°شرقی |
| Spring Hill                | فرودگاه اورنج                                            | همگانی | YORG   | OAG  | ۳۳°۲۲′۵۴″ جنوبی ۱۴۹°۰۷′۵۹″ شرقی / ۳۳٫۳۸۱۶۷°جنوبی ۱۴۹٫۱۳۳۰۶°شرقی |
| سیدنی                      | Second Sydney Airport                                    |        |        |      |                                                                 |
| Tamworth                   | فرودگاه تامورت                                           | همگانی | YSTW   | TMW  | ۳۱°۰۵′۰۲″ جنوبی ۱۵۰°۵۰′۵۸″ شرقی / ۳۱٫۰۸۳۸۹°جنوبی ۱۵۰٫۸۴۹۴۴°شرقی |
| Taree                      | فرودگاه تاری                                             | همگانی | YTRE   | TRO  | ۳۱°۵۳′۱۹″ جنوبی ۱۵۲°۳۰′۵۰″ شرقی / ۳۱٫۸۸۸۶۱°جنوبی ۱۵۲٫۵۱۳۸۹°شرقی |
| Temora                     | فرودگاه تمورا                                            | همگانی | YTEM   | TEM  | ۳۴°۲۵′۱۸″ جنوبی ۱۴۷°۳۰′۴۲″ شرقی / ۳۴٫۴۲۱۶۷°جنوبی ۱۴۷٫۵۱۱۶۷°شرقی |
| The Oaks                   | The Oaks Airfield                                        | خصوصی  | YOAS   |      | ۳۴°۰۴′۵۸″ جنوبی ۱۵۰°۳۳′۳۶″ شرقی / ۳۴٫۰۸۲۷۸°جنوبی ۱۵۰٫۵۶۰۰۰°شرقی |
| Tibooburra                 | فرودگاه تیبه‌باره                                         | همگانی | YTIB   | TYB  | ۲۹°۲۷′۰۶″ جنوبی ۱۴۲°۰۳′۳۰″ شرقی / ۲۹٫۴۵۱۶۷°جنوبی ۱۴۲٫۰۵۸۳۳°شرقی |
| Tocumwal                   | Tocumwal Airport                                         | همگانی | YTOC   |      | ۳۵°۴۸′۳۹″ جنوبی ۱۴۵°۳۶′۱۵″ شرقی / ۳۵٫۸۱۰۸۳°جنوبی ۱۴۵٫۶۰۴۱۷°شرقی |
| Tumut                      | فرودگاه تیومت                                            | همگانی | YTMU   | TUM  | ۳۵°۱۵′۴۶″ جنوبی ۱۴۸°۱۴′۲۷″ شرقی / ۳۵٫۲۶۲۷۸°جنوبی ۱۴۸٫۲۴۰۸۳°شرقی |
| Uranquinty                 | RAAF Base Uranquinty                                     | نظامی  |        |      | ۳۵°۱۱′۵۱″ جنوبی ۱۴۷°۱۲′۲۹″ شرقی / ۳۵٫۱۹۷۵۰°جنوبی ۱۴۷٫۲۰۸۰۶°شرقی |
| Walgett                    | فرودگاه والجت                                            | همگانی | YWLG   | WGE  | ۳۰°۰۲′۰۰″ جنوبی ۱۴۸°۰۷′۳۰″ شرقی / ۳۰٫۰۳۳۳۳°جنوبی ۱۴۸٫۱۲۵۰۰°شرقی |
| Warnervale                 | فرودگاه وارنرول                                          | همگانی | YWVA   |      | ۳۳°۱۴′۲۷″ جنوبی ۱۵۱°۲۵′۴۰″ شرقی / ۳۳٫۲۴۰۸۳°جنوبی ۱۵۱٫۴۲۷۷۸°شرقی |
| Wedderburn، سیدنی          | Wedderburn Airport                                       | خصوصی  | YWBN   |      | ۳۴°۱۰′۴۸″ جنوبی ۱۵۰°۴۸′۳۰″ شرقی / ۳۴٫۱۸۰۰۰°جنوبی ۱۵۰٫۸۰۸۳۳°شرقی |
| Wentworth                  | Wentworth Airport                                        | خصوصی  | YWTO   |      | ۳۴°۰۵′۱۸″ جنوبی ۱۴۱°۵۳′۳۰″ شرقی / ۳۴٫۰۸۸۳۳°جنوبی ۱۴۱٫۸۹۱۶۷°شرقی |
| West Wyalong               | فرودگاه وست وایالونگ                                     | همگانی | YWWL   | WWY  | ۳۳°۵۶′۱۲″ جنوبی ۱۴۷°۱۱′۳۰″ شرقی / ۳۳٫۹۳۶۶۷°جنوبی ۱۴۷٫۱۹۱۶۷°شرقی |
| Williamtown                | فرودگاه نیوکاسل (ویلیام تاون)                            | همگانی | YWLM   | NTL  | ۳۲°۴۷′۴۲″ جنوبی ۱۵۱°۵۰′۰۴″ شرقی / ۳۲٫۷۹۵۰۰°جنوبی ۱۵۱٫۸۳۴۴۴°شرقی |
| Williamtown                | فرودگاه نیروی هوایی سلطنتی استرالیا در پایگاه ویلیام‌تاون | نظامی  | YWLM   | NTL  | ۳۲°۴۷′۴۲″ جنوبی ۱۵۱°۵۰′۰۴″ شرقی / ۳۲٫۷۹۵۰۰°جنوبی ۱۵۱٫۸۳۴۴۴°شرقی |
| Woy Woy                    | فرودگاه ووی ووی                                          | نظامی  |        |      | ۳۳°۳۰′۱۵″ جنوبی ۱۵۱°۱۹′۱۰″ شرقی / ۳۳٫۵۰۴۱۷°جنوبی ۱۵۱٫۳۱۹۴۴°شرقی |
| Young                      | فرودگاه یانگ                                             | همگانی | YYNG   | NGA  | ۳۴°۱۵′۲۰″ جنوبی ۱۴۸°۱۴′۵۳″ شرقی / ۳۴٫۲۵۵۵۶°جنوبی ۱۴۸٫۲۴۸۰۶°شرقی |

## فرودگاه‌های سابق
| مکان               | نام فرودگاه                                         | نوع    | ایکائو | یاتا | مختصات                                                          |
| ------------------ | --------------------------------------------------- | ------ | ------ | ---- | --------------------------------------------------------------- |
| Castlereagh، سیدنی | Castlereagh Aerodrome                               | نظامی  |        |      | ۳۳°۴۰′۳۷″ جنوبی ۱۵۰°۴۱′۱۵″ شرقی / ۳۳٫۶۷۶۹۴°جنوبی ۱۵۰٫۶۸۷۵۰°شرقی |
| Hoxton Park، سیدنی | فرودگاه هکستن پارک                                  | همگانی | YHOX   |      | ۳۳°۵۴′۳۵″ جنوبی ۱۵۰°۵۱′۰۸″ شرقی / ۳۳٫۹۰۹۷۲°جنوبی ۱۵۰٫۸۵۲۲۲°شرقی |
| Nabiac             | فرودگاه نیروی هوایی سلطنتی استرالیا در پایگاه نابیک | نظامی  |        |      | ۳۲°۱۳′۱۷″ جنوبی ۱۵۲°۴۳′۴۱″ شرقی / ۳۲٫۲۲۱۳۹°جنوبی ۱۵۲٫۷۲۸۰۶°شرقی |
| Penrith، سیدنی     | Fleurs Aerodrome                                    | نظامی  |        |      | ۳۳°۵۱′۴۸″ جنوبی ۱۵۰°۴۶′۳۰″ شرقی / ۳۳٫۸۶۳۳۳°جنوبی ۱۵۰٫۷۷۵۰۰°شرقی |
| Schofields، سیدنی  | RAAF Station Schofields                             | نظامی  |        |      | ۳۳°۴۲′۴۹″ جنوبی ۱۵۰°۵۲′۱۶″ شرقی / ۳۳٫۷۱۳۶۱°جنوبی ۱۵۰٫۸۷۱۱۱°شرقی |
| Uranquinty         | RAAF Base Uranquinty                                | نظامی  |        |      | ۳۵°۱۱′۵۱″ جنوبی ۱۴۷°۱۲′۲۹″ شرقی / ۳۵٫۱۹۷۵۰°جنوبی ۱۴۷٫۲۰۸۰۶°شرقی |
| Woy Woy            | فرودگاه ووی ووی                                     | نظامی  |        |      | ۳۳°۳۰′۱۵″ جنوبی ۱۵۱°۱۹′۱۰″ شرقی / ۳۳٫۵۰۴۱۷°جنوبی ۱۵۱٫۳۱۹۴۴°شرقی |